# Lower Toobally Lake
Der Lower Toobally Lake ist ein 10,8 km² großer See, der sich 130 km östlich der Gemeinde Watson Lake im Südosten des kanadischen Yukon-Territoriums befindet. Der See befindet sich im Stammesgebiet der Kaska Dena. Gemeinsam mit dem weiter nördlich gelegenen Upper Toobally Lake und zwei dazwischen gelegenen kleineren Seen bildet der Lower Toobally Lake die so genannten „Toobally Lakes“.

## Lage
Der Lower Toobally Lake ist ein sehr abgelegener See. Er wird in Kombination mit einer Unterkunft in der am Ostufer des Sees gelegenen „Grizzly Creek Lodge“ besucht. Von Watson Lake wird der See mittels 45-minütigen Flug im Wasserflugzeug erreicht. Der Lower Toobally Lake besitzt eine Längsausdehnung in Nord-Süd-Richtung von 11,8 km sowie eine maximale Breite von etwa 1,4 km. Der See liegt auf einer Höhe von etwa 610 m. Er ist bis zu 60 m tief. Die mittlere Wassertiefe beträgt 16,7 m. Der Upper Smith River fließt vom Upper Toobally Lake zum Lower Toobally Lake. Der Smith River entwässert den See an dessen südlichen Ende und fließt dem Liard River zu. 

## Seefauna
Die Populationen im See von Amerikanischem Seesaibling und Heringsmaräne gelten als „gesund“ und „nicht bedroht“. Weitere Angelfische im Lower Toobally Lake und in den umliegenden Gewässern sind: Hecht, Arktische Äsche und Stierforelle.